# Площадь Кирова (Петрозаводск)
Пло́щадь Ки́рова (карел. Kirovan lagevo, фин. Kirovin aukio) — площадь в Центре Петрозаводска: ограничена улицей Куйбышева, проспектом Карла Маркса, Комсомольским сквером, аллеей Городов-Побратимов, Пушкинской улицей. Является главной площадью столицы Карелии. На площади расположен сквер и несколько зданий памятников архитектуры XVIII — XIX веков. Место проведения основных городских мероприятий и торжеств.

## Названия
1. Крепостная площадь.
2. Площадь Плац-парада.
3. Соборная площадь.
4. Площадь Пролеткультуры.
5. Площадь Культуры.
6. Площадь Свободы.
7. Площадь Республики.
8. Площадь Труда.
9. Площадь Кирова.

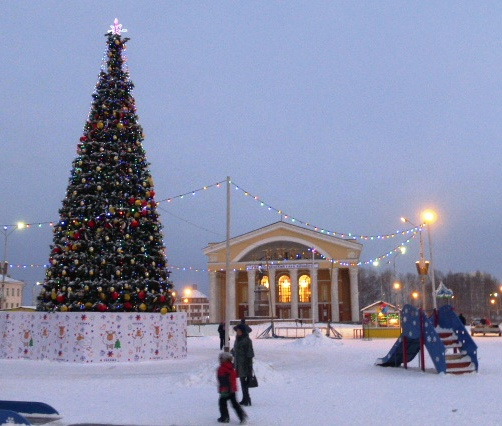
Традиционный вид площади в новогодние праздники (2014)

10. Площадь Свободы (в период оккупации Петрозаводска финскими войсками (1941—1944))[2].
11. Площадь Кирова.

## История

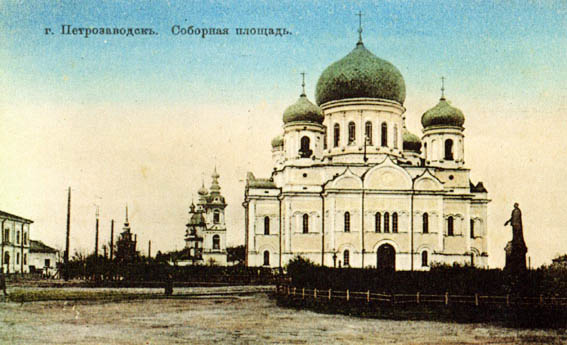
Соборная площадь. Начало XX века

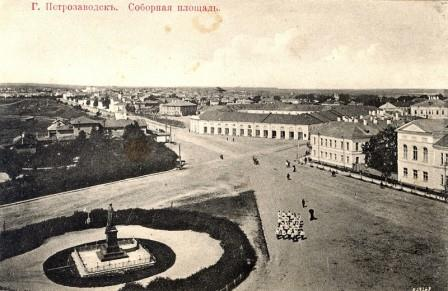
Соборная площадь (1904)

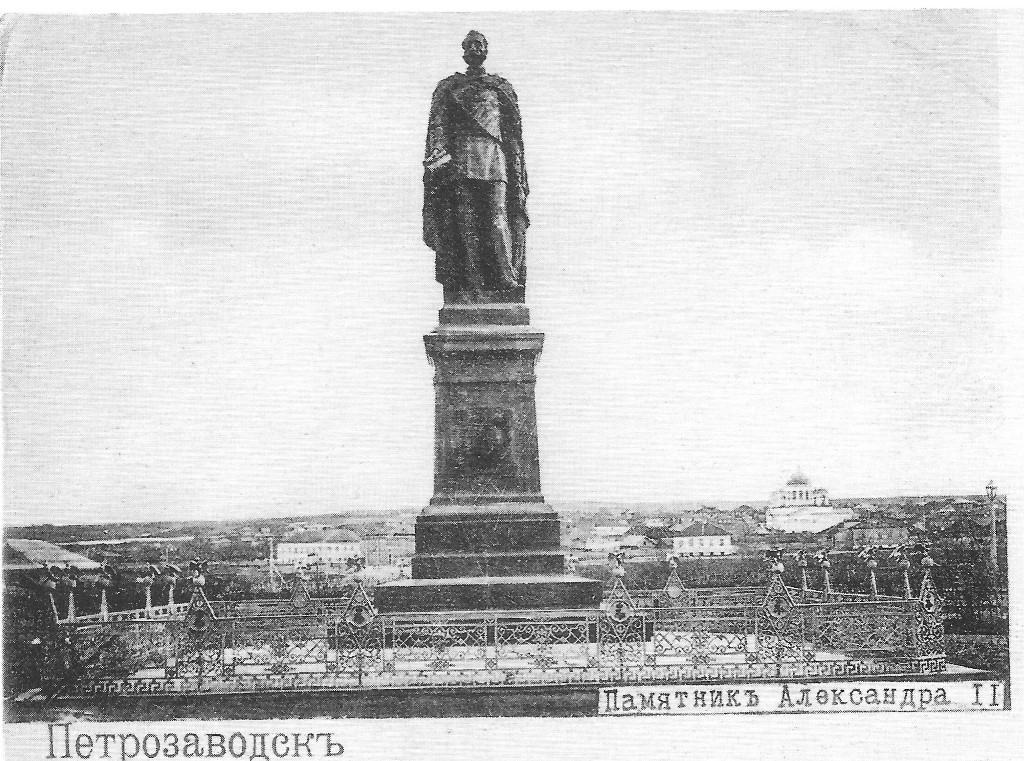
Памятник императору Александру II

Вид площади. Начало 1930-х годов

Первыми сооружениями на территории современной площади были две деревянные церкви: Петропавловская с высоким шпилем и Святодуховская (позже Воскресенская), построенные в начале XVIII века.
В 1777 году слобода получила статус города и городская администрация начала реализацию первого городского плана застройки. По нему площадь вокруг храмов становилась почти квадратной, также было запланировано строительство каменного Кафедрального собора.
В 1785 году по указу императрицы Екатерины II городским властям были выделены денежные средства для переноса на новые места жилых домов, построенных рядом с церквами, с целью освобождения пространства будущей главной площади города.
21 апреля 1790 года на площади было торжественно открыто каменное здание, построенное для размещения Главного губернского народного училища и семинарии. Позже, в 1808 году, училище станет Губернской мужской гимназией (с 1960-года в здании размещается Музей изобразительных искусств Республики Карелия).
В 1791 году Филиппом Бекренёвым, санкт-петербургским купцом 1-й гильдии и сыном Петрозаводского городского головы Ефима Бекренёва, был выстроен самый большой частный каменный дом в городе. Двухэтажный дом расположился на углу со Старополицейской улицей и сформировал угол будущей Соборной площади, зафиксировав направления главных улиц центральной части Петрозаводска — Петербургской (Мариинской, Карла Маркса), Петропавловской (Соборной, Карла Маркса) и нынешней Пушкинской. Проект дома выполнил губернский архитектор Фёдор Крамер.
В 1840 году на углу с Соломенской улицей (ныне улица Куйбышева) был построен двухэтажный каменный дом купца Г. М. Сывороткина, который позднее был приобретён мужской гимназией для размещения дирекции гимназии.
В 1847 году, на средства купца 1-й гильдии Марка Пименова, на Соборной площади рядом с общественным городским садом, было построено двухэтажное деревянное здание с мезонином первого в Олонецкой губернии детского приюта с домовою церковью и театральным залом. Приют был открыт 21 апреля 1847 года и первоначально, согласно Высочайшему распоряжению, назывался «Пименовским», а с 1855 года в память об императоре Николае I был переименован в «Николаевский».
Рядом со зданием мужской гимназии в 1858 году по проекту губернского архитектора Василия Тухтарова было построено двухэтажное каменное здание пансиона для учащихся гимназии, в котором позже разместилась Женская гимназия (ныне здание ансамбля «Кантеле»).
В 1859—1872 годах на площади был возведён крупнейший в городе Святодуховский кафедральный собор.
На площади были погребены видные представители олонецкого духовенства: у стен Святодуховского собора в 1871 г. — архимандрит Мефодий, ректор Олонецкой духовной семинарии, в 1882 г. под собором также был похоронен архиепископ Олонецкий и Петрозаводский Палладий, в 1905 г. у южной стены Воскресенского собора — архиепископ Олонецкий и Петрозаводский Анастасий. Могилы не сохранились.
30 августа 1885 года на Соборной площади был торжественно открыт памятник императору Александру II по проекту скульптора И. Н. Шредера. Статуя была отлита из бронзы на заводе Адольфа Моранда в Санкт-Петербурге, пьедестал изготовлен из тивдийского мрамора тёмно-зелёного цвета по проекту академика архитектуры А. О. Томишко. Высота памятника 8,5 м. Император изображён в генеральском мундире с непокрытой головой, в порфире с цепью Ордена святого Андрея Первозванного. В правой руке императора — свиток с надписью «19 февраля 1861 года». На пьедестале выбита надпись — «Царю-освободителю — Олонецкое земство. 1881». После революции 1917 года, в 1918 году памятник императору был снесен и переплавлен.
В 1895 году на площади в ограде кафедрального собора была построена каменная восьмигранная часовня над местом захоронения Блаженного Фаддея Петрозаводского. Крыша часовни имела куполообразную форму, в часовне находилась гробница и иконостас с иконами Христа Спасителя, Богоматери и Блаженного Фаддея.
В 1895 году на восточной стороне площади было построено двухэтажное каменное здание городского ремесленного училища и одноэтажный каменный корпус мастерских училища (ныне здания администрации и фондохранилища музея-заповедника «Кижи»).
В 1924 году сгорели Воскресенский и Петропавловские соборы. В 1936 году Святодуховский кафедральный собор был взорван для сноса. В том же году на его месте был установлен памятник большевику Сергею Мироновичу Кирову. Монумент выполнил один из ведущих советских скульпторов — М. Г. Манизер (архитектор Л. А. Ильин).
В годы Советской власти на площади ежегодно проводились праздничные демонстрации в честь дня Октябрьской социалистической революции 7 ноября и дня Международной солидарности трудящихся 1 мая.
В 1955 году по проекту архитектора Саввы Бродского было построено здание Музыкального театра, а в 1965 по его проекту было реконструировано здание Финского театра.
30 сентября 2020 года на аллее городов-побратимов была торжественно открыта стела «Город воинской славы».

## Здания и сооружения
- 1 — Социально-культурный центр.
- 4 — Музыкальный театр Республики Карелия.
- (Карла Маркса проспект, 6) — Дом «Кантеле».
- (Карла Маркса проспект, 8) — Музей изобразительных искусств Республики Карелия.
- (Карла Маркса проспект, 19) — Карельский театр кукол и Национальный театр Республики Карелия.
- 10А — Администрация и выставочный центр музея-заповедника «Кижи» (ранее — Здание бывшего ремесленного училища Архивная копия от 5 сентября 2013 на Wayback Machine).
- 10 — Фондохранилище музея-заповедника «Кижи», (ранее — Бывшие мастерские Низшего технического училища Архивная копия от 5 сентября 2013 на Wayback Machine).

## Транспорт
- Троллейбусы — 1, 6, 7.
- Автобусы — 5, 8, 12, 17, 19, 25, 26.